# 本部流
本部流是空手道的一個流派，由本部朝基創立。其正式名稱是日本傳流兵法本部拳法，又稱本部流唐手術。這也是歷史上第一個空手道的現代流派。
本部流歷史悠久，其原型為琉球國第二尚氏王朝的「本部御殿手」。本部御殿手是琉球王族本部御殿家家督世代相傳的武術，而且只傳長子，其他人絕不傳授。但琉球被日本吞併之後，本部朝基潛心研究空手道，1922年在大阪設立道場，創立了本部流，對外正式教授空手道。同年本部朝基在京都一拳擊倒俄羅斯拳擊手，這使空手道在日本知名度大增，得以迅猛發展。

## 外部連結
- （日語） 日本傳流兵法本部拳法 （页面存档备份，存于）